# Еллсворт (Пенсільванія)
Еллсворт (англ. Ellsworth) — місто (англ. borough) в США, в окрузі Вашингтон штату Пенсільванія. Населення — 945 осіб (2020).

## Географія
Еллсворт розташований за координатами 40°6′19″ пн. ш. 80°1′21″ зх. д. / 40.10528° пн. ш. 80.02250° зх. д. (40.105350, -80.022571).  За даними Бюро перепису населення США в 2010 році місто мало площу 1,96 км², з яких 1,91 км² — суходіл та 0,04 км² — водойми.

## Демографія
Згідно з переписом 2010 року, у селищі мешкало 1027 осіб у 436 домогосподарствах у складі 268 родин. Густота населення становила 525 осіб/км².  Було 489 помешкань (250/км²).
Расовий склад населення:
| - 95,9 % — білих - 2,4 % — чорних або афроамериканців - 0,1 % — корінних американців |

До двох чи більше рас належало 1,6 %. Частка іспаномовних становила 0,8 % від усіх жителів.
За віковим діапазоном населення розподілялося таким чином: 22,6 % — особи молодші 18 років, 60,4 % — особи у віці 18—64 років, 17,0 % — особи у віці 65 років та старші. Медіана віку мешканця становила 40,7 року. На 100 осіб жіночої статі у селищі припадало 98,6 чоловіків;  на 100 жінок у віці від 18 років та старших — 97,8 чоловіків також старших 18 років.
Середній дохід на одне домашнє господарство  становив 48 955 доларів США (медіана — 47 188), а середній дохід на одну сім'ю — 63 496 доларів (медіана — 58 750). Медіана доходів становила 50 096 доларів для чоловіків та 42 778 доларів для жінок. За межею бідності перебувало 22,2 % осіб, у тому числі 34,9 % дітей у віці до 18 років та 5,7 % осіб у віці 65 років та старших.
Цивільне працевлаштоване населення становило 320 осіб. Основні галузі зайнятості: освіта, охорона здоров'я та соціальна допомога — 26,9 %, роздрібна торгівля — 16,6 %, виробництво — 15,9 %.